# والدورف
شهر والدورف (به آلمانی: Walldorf) در ایالت بادن-وورتمبرگ در کشور آلمان واقع شده‌است.